# 天皇の一覧
天皇の一覧（てんのうのいちらん）は、日本の歴代天皇及びその他の天皇の一覧である。

## 概要
『皇統譜』に基づくかぎり、歴代天皇は、初代神武天皇から今上徳仁まで、126代が挙げられる。この126代のうち、第37代斉明天皇は第35代皇極天皇の、第48代称徳天皇は第46代孝謙天皇の、それぞれ重祚（一度譲位した天皇が再び位に就くこと、再祚）であるため、総数は124人となっている。
ただし、南北朝時代に、北朝（京都）で即位した天皇のうち、後小松天皇を除く光厳天皇、光明天皇、崇光天皇、後光厳天皇、及び後円融天皇の5代、5人は、明治時代に歴代天皇から除外されたため、この126代の天皇には数えられないものの、宮中祭祀等においては天皇として扱われる。このため、現在に至る天皇の総数は129人と数えられることもある。
また、皇統譜以外にも様々な皇室の系譜が過去に作成されており、様々な歴代天皇の数え方があった。例えば、後小松上皇の命令で編纂され、明治以前の一般的な皇室の系譜となった『本朝皇胤紹運録』では、後醍醐天皇を除く南朝天皇を天皇と認めずに北朝天皇を歴代天皇に数え、弘文天皇および仲恭天皇を歴代に数えず、神功皇后を歴代に数えている。
なお、「天皇」（てんのう（てんわう）、すめらみこと、すめろき）という名称は、7世紀後半に在位した第40代天武天皇の頃に、それまでの「大王」（おおきみ）に代わって用いられ始めたと考えられている。また冷泉天皇（在位967年 - 969年）以後、光格天皇（在位1779年 - 1817年）の時に諡号が復活するまで、安徳天皇と後醍醐天皇を例外として、天皇号は生前も崩御後も正式には用いられなかった。例えば後水尾天皇や明正天皇は崩御後「後水尾院」「明正院」と呼ばれ、これらを一律に「後水尾天皇」「明正天皇」とすべて置き換えたのは明治維新後のことである。

## 初期天皇の実在性
特に初代神武天皇から第25代武烈天皇までの実在性については議論がある。特に第二次世界大戦後の考古学及び歴史学の進展、戦前の皇国史観への反動より、その実在性を疑問視する声も出てきた。

### 初代神武天皇以降を実在とする説
古代から第二次世界大戦中までは日本では神武天皇のみならず「欠史八代」も含めて実在したと考えられてきた（第2代綏靖天皇から第9代開化天皇までは、『日本書紀』に事績等に関する記述がないため、欠史八代（闕史八代）と呼ばれる）。その後も実在性を唱える者は坂本太郎、田中卓、鳥越憲三郎、林房雄、古田武彦、森清人、安本美典、竹田恒泰、中川八洋などが存在する。

### 第10代崇神天皇以降を実在とする説
戦後になると神武天皇及び「欠史八代」の実在は疑問視されるようになった。また神武天皇と崇神天皇の尊号が同一（ただし漢字表記は別）であることから、崇神天皇を初代天皇、あるいは神武天皇と同一人物であるとして、崇神天皇を実在可能性がある最初の天皇とする説が一般化した。1970年代までは崇神から応神までの実在を否定的にみる説が優勢であったが、1978年（昭和53年）に稲荷山鉄剣の銘文が新聞紙上でスクープになると銘文の「意富比垝」が、崇神朝に活躍した大毘古に同定されるとする説が出て、崇神天皇以降の実在性が高まった。

### 第15代応神天皇以降を実在とする説
津田左右吉によって、4世紀後半から5世紀初めにかけて在位したと考えられる応神天皇が初代天皇とみなされ、それ以前の天皇の実在を否定する学説が提示され、第二次世界大戦後、歴史学の主流となった。これには倭の五王を記紀に伝えられる天皇と同一視する説が有力であり、この場合、中国の史書が該当する天皇の実在を傍証することになる（ただし倭の五王を具体的にどの天皇だと見るかは諸説ある）。なお、倭王武に比定される第21代雄略天皇に関しては稲荷山鉄剣銘文の「獲加多支鹵大王」および江田船山古墳出土の銀象嵌銘大刀銘文の「獲□□□鹵大王」を雄略天皇の名である「大泊瀬幼武」と解し、実在の証とする説がある。これ以前から雄略天皇の実在は有力視されていたが、この発見により考古学的に実在が証明される最古の天皇となった。

### 第26代継体天皇以降を実在とする説
戦後の歴史学界では、『古事記』や『日本書紀』における6世紀以前の記述は、不正確な伝説であると解されていた。このため、6世紀前半に在位したと考えられる第26代継体天皇の実在は確実と考えられるものの、それ以前の天皇については、雄略天皇を別として、武烈天皇までは実在の可能性が薄いという見解がある。また、継体天皇以前の天皇を実在とみなす学説であっても『日本書紀』の編年を事実とは認めないことがほとんどだが、継体天皇以降は書紀その他の史料に伝えられた在位年数などの数値はかなりの程度史実とみなされている（継体天皇の即位年について書紀を信頼するかは説が分かれる。また継体崩御から第29代欽明天皇の即位までの間の編年は伝承自体に諸説がある他、欽明天皇から第33代推古天皇までは記紀の間に最低1年～数年程度のズレもあるが、継体天皇以降はほぼ史料的価値が認められている）。

## 歴代天皇の確定
歴代天皇を確定するための基準が定まったのは、大正時代末期のことである。このとき示された基準によって、「歴代天皇は126代、124人」という2023年（令和5年）現在の歴代天皇の形が確定している。
歴代天皇の厳密な確定が要請されたのは、明治時代になってからである。明治時代には、天皇を中心とする中央集権国家体制の整備が進められ、1889年（明治22年）には、その根本規範として大日本帝国憲法が公布された。同憲法では、歴代の天皇を指す「皇祖・皇宗」が、天皇の地位の正当性（正統性）と、天皇が総攬する統治権の淵源として重視された（告文、憲法發布勅語、および上諭など）。このため、歴代天皇の在りようが論じられ、その確定が行われた。
歴代天皇の確定にあたっては、江戸時代に水戸藩で編纂された『大日本史』、およびその編纂過程で発展した水戸学、尊王論の考え方が大きな影響を与えた。これらの思想に基づいてあるべき歴代天皇の姿が論じられ、歴代天皇は確定した。なお、いくつかの観点から、それまでの歴代天皇（帝）から変更された部分もある。主な基準、観点、および変更点は次の通り。
- 明治時代以前は、神功皇后を第15代の帝と数えた史書が多数あったが、歴代天皇から外された。『大日本史』が採った立場に基づくものである。この結果、第33代推古天皇が最初の女性天皇となった。
- 初代神武天皇から第62代村上天皇までは、崩御後の漢風諡号・追号として「○○天皇」と呼ばれていたが、第63代冷泉天皇から第118代後桃園天皇までは、「○○院」（例：冷泉院）とのみ称された。（ただし、安徳天皇と後醍醐天皇を除く）。この「天皇」号が復活するのは第119代光格天皇の代からである。明治時代になり、すべての天皇を「○○天皇」と称するように改められ、以後、「○○院」という呼称は廃された[注釈 2]。
- 壬申の乱で敗れた大友皇子は、天皇として数えられていなかったが、『大日本史』が「大友天皇」として歴代に列した。明治に入って、即位が確認されたということになり、1870年（明治3年）に「弘文天皇」の諡号を追諡した。現在では非即位説が有力である。即位の是非をめぐる議論については、大友皇子即位説を参照されたい。
- 第47代「淡路廃帝」に対しては、1870年（明治3年）に「淳仁天皇」の諡号を追諡した。
- 承久の乱に敗れた結果、そのときの天皇である懐成は「九條廃帝」とされ天皇に数えられてはいなかったが、1870年（明治3年）に「仲恭天皇」の諡号を追諡した。
- 1911年（明治44年）には明治天皇の裁定により、南朝の義良親王と熙成親王を正統な天皇と認め、これを後村上天皇と後亀山天皇とした[注釈 3]。それまでは正統な歴代天皇として扱われていた光厳天皇・光明天皇・崇光天皇・後光厳天皇・後円融天皇の5代を北朝の天皇として歴代天皇から外すとともに、後小松天皇の在位期間を1392年（明徳3年）の南北朝合一以後のみとした。これも『大日本史』が採った立場に基づくものである。
- 1926年（大正15年）には大正天皇（実質は摂政の皇太子裕仁親王（後の昭和天皇））の裁定で、南朝の寛成親王を「長慶天皇」とした。この寛成親王については、南朝を正統とした後も即位の是非について意見が分かれていたが、高野山に納められた願文に「太上天皇寛成」の宸筆署名があることなどの史料によってその即位が確認されたということになり、天皇としたものである。

## 歴代天皇一覧

### 凡例
- この表は、大正時代に歴代天皇として確定し、現在広く知られている「歴代天皇の一覧」である。宮内庁の公式サイトに掲載されている天皇一覧[3]と同一である。
- 天皇名については、宮内庁公式サイト内の表記[3]と同一である。丸括弧（　）内の表記は、宮内庁サイト内の天皇陵紹介ページにおける表記[4]と同一である。なお、CJK互換漢字に該当する文字は、標準異体字シーケンスで表記した。
- 天皇名の読みについては、宮内庁サイト内の表記[3]と同一である。丸括弧（　）内の表記は歴史的仮名遣に基づいた表記である。
- 新暦（グレゴリオ暦）が施行された1873年（明治6年）1月1日以前の日付については、各時代に用いられた旧暦の日付である（ただし6世紀以降の天皇の生没年・在位期間については、西暦に置き換えた年代を丸括弧（　）内に掲載した）。享年は数え年、明治天皇以降は満年齢とした。
- 6世紀以前の天皇の生没年・在位期間については、『日本書紀』の記述を掲載した。継体天皇から崇峻天皇までは『日本書紀』に記された在位期間を機械的に西暦に置き換えた年代を丸括弧（　）内に掲載した。
- 在位の欄には、第49代光仁天皇以前の天皇については即位の日付（天皇となった後、即位式が挙行された日）を示し、即位に先立って践祚した第50代桓武天皇以降の天皇については践祚の日付（天皇となった日）を示す。
- 備考欄に「女帝」とあるのは女性天皇（女性天皇の詳細については当該記事を参照）。

### 一覧表
| 代        | 漢風諡号/ 追号                    | 読み                          | 和風諡号/ 御称号/ 幼名/ 別称               | 諱                  | 画像 | 諡号/追号の別/ 由来                                                                  | 在位期間 (1872年以前は旧暦)                                                                             | 備考 | 宮                                                            | 生年月日・崩御年月日 没年齢                                                                    |
| --------- | --------------------------------- | ----------------------------- | ------------------------------------------ | ------------------- | ---- | ------------------------------------------------------------------------------------ | --- | --- | ------------------------------------------------------------- | ---------------------------------------------------------------------------------------------- |
| 1         | 神武天皇 (神︀武天皇)               | じんむ                        | 神日本磐余彦天皇 狹野 (異称)始馭天下之天皇 | 彦火火出見 若御毛沼 |      | 諡号 淡海三船による一括撰進                                                          | 神武天皇元年(紀元前660年)1月1日 - 同76年(前585年)3月11日 (『日本書紀』)                                 | | 磐余、橿原宮                                                  | 庚午年1月1日 - 神武天皇76年3月11日 127歳没(『日本書紀』)                                       |
| 2         | 綏靖天皇 (綏靖︀天皇)               | すいぜい                      | 神渟名川耳天皇                             |                     |      | 諡号 淡海三船による一括撰進                                                          | 綏靖天皇元年(紀元前581年)1月8日 - 同33年(前549年)5月10日 (『日本書紀』)                                 | 欠史八代の一。 | 葛城高岡宮                                                    | 神武天皇29年 - 綏靖天皇33年5月10日 84歳没(『日本書紀』)                                        |
| 3         | 安寧天皇(安寧︁天皇)                | あんねい                      | 磯城津彦玉手看天皇                         |                     |      | 諡号 淡海三船による一括撰進                                                          | 綏靖天皇33年(紀元前549年)7月15日 - 安寧天皇38年(前511年)12月6日 (『日本書紀』)                          | 欠史八代の一。 | 片塩浮孔宮                                                    | 綏靖天皇5年 - 安寧天皇38年12月6日 67歳没(『日本書紀』)                                         |
| 4         | 懿徳天皇 (懿德天皇)               | いとく                        | 大日本彦耜友天皇                           |                     |      | 諡号 淡海三船による一括撰進                                                          | 懿徳天皇元年(紀元前510年)2月4日 - 同34年(前477年)9月8日 (『日本書紀』)                                  | 欠史八代の一。 | 軽曲峡宮                                                      | 綏靖天皇29年 - 懿徳天皇34年9月8日 77歳没(『日本書紀』)                                         |
| 5         | 孝昭天皇                          | こうしょう (かうせう)         | 観松彦香殖稲天皇                           |                     |      | 諡号 淡海三船による一括撰進                                                          | 孝昭天皇元年(紀元前475年)1月9日 - 同83年(前393年)8月5日 (『日本書紀』)                                  | 欠史八代の一。 | 葛城掖上宮                                                    | 懿徳天皇5年 - 孝昭天皇83年8月5日 114歳没(『日本書紀』)                                         |
| 6         | 孝安天皇                          | こうあん (かうあん)           | 日本足彦国押人天皇                         |                     |      | 諡号 淡海三船による一括撰進                                                          | 孝安天皇元年(紀元前392年)1月7日 - 同102年(前291年)1月9日 (『日本書紀』)                                 | 欠史八代の一。 | 室秋津島宮                                                    | 孝昭天皇49年 - 孝安天皇102年1月9日 137歳没(『日本書紀』)                                       |
| 7         | 孝霊天皇 (孝靈天皇)               | こうれい (かうれい)           | 大日本根子彦太瓊天皇                       |                     |      | 諡号 淡海三船による一括撰進                                                          | 孝霊天皇元年(紀元前290年)1月12日 - 同76年(前215年)2月8日 （『日本書紀』)                                | 欠史八代の一。 | 黒田廬戸宮                                                    | 孝安天皇51年 - 孝霊天皇76年2月8日 128歳没（『日本書紀』)                                       |
| 8         | 孝元天皇                          | こうげん (かうげん)           | 大日本根子彦国牽天皇                       |                     |      | 諡号 淡海三船による一括撰進                                                          | 孝元天皇元年(紀元前214年)1月14日 - 同57年(前158年)9月2日 (『日本書紀』）                                | 欠史八代の一。 | 軽境原宮                                                      | 孝霊天皇18年 - 孝元天皇57年9月2日 116歳没(『日本書紀』)                                        |
| 9         | 開化天皇                          | かいか (かいくゎ)             | 稚日本根子彦大日日天皇                     |                     |      | 諡号 淡海三船による一括撰進                                                          | 孝元天皇57年(紀元前158年)11月12日 - 開化天皇60年(前98年)4月9日 (『日本書紀』)                           | 欠史八代の一。 | 春日率川宮                                                    | 孝元天皇7年 - 開化天皇60年4月9日 111歳没(『日本書紀』)                                         |
| 10        | 崇神天皇 (崇神︀天皇)               | すじん                        | 御間城入彦五十瓊殖天皇 (異称)御肇國天皇    |                     |      | 諡号 淡海三船による一括撰進                                                          | 崇神天皇元年(紀元前97年)1月13日 - 同68年(前30年)12月5日 (『日本書紀』)                                  | | 磯城瑞籬宮                                                    | 開化天皇10年 - 崇神天皇68年12月5日 119歳没(『日本書紀』)                                       |
| 11        | 垂仁天皇(埀仁天皇)                | すいにん                      | 活目入彦五十狭茅天皇                       |                     |      | 諡号 淡海三船による一括撰進                                                          | 垂仁天皇元年(紀元前29年)1月2日 - 同99年(後70年)7月14日 (『日本書紀』)                                   | | 纒向珠城宮                                                    | 崇神天皇29年1月1日 - 垂仁天皇99年7月14日 139歳没(『日本書紀』)                                 |
| 12        | 景行天皇                          | けいこう (けいかう)           | 大足彦忍代別天皇                           |                     |      | 諡号 淡海三船による一括撰進                                                          | 景行天皇元年(71年)7月11日 - 同60年(130年)11月7日 (『日本書紀』)                                         | | 纒向日代宮、志賀高穴穂宮                                      | 垂仁天皇17年 - 景行天皇60年11月7日 143歳没(『日本書紀』)                                       |
| 13        | 成務天皇                          | せいむ                        | 稚足彦天皇                                 |                     |      | 諡号 淡海三船による一括撰進                                                          | 成務天皇元年(131年)1月5日 - 同60年(190年)6月11日 (『日本書紀』)                                         | | 志賀高穴穂宮                                                  | 景行天皇14年 - 成務天皇60年6月11日 107歳没(『日本書紀』)                                       |
| 14        | 仲哀天皇                          | ちゅうあい                    | 足仲彦天皇                                 |                     |      | 諡号 淡海三船による一括撰進                                                          | 仲哀天皇元年(192年)1月11日 - 同9年(200年)2月6日 (『日本書紀』)                                          | | 志賀高穴穂宮、等                                              | 成務天皇18年? - 仲哀天皇9年2月6日 53歳没(『日本書紀』)                                         |
| 15        | 応神天皇 (應神︀天皇)               | おうじん                      | 誉田天皇 (異称)胎中天皇                    | 誉田別              |      | 諡号 淡海三船による一括撰進                                                          | 応神天皇元年(270年)1月1日 - 同41年(310年)2月15日 (『日本書紀』)                                         | 一説に倭の五王の「讃」に比定。 | 軽島豊明宮                                                    | 仲哀天皇9年12月14日 - 応神天皇41年2月15日 111歳没(『日本書紀』)                                |
| 16        | 仁徳天皇 (仁德天皇)               | にんとく                      | 大鷦鷯天皇                                 | 大鷦鷯              |      | 諡号 淡海三船による一括撰進                                                          | 仁徳天皇元年(313年)1月3日 - 同87年(399年)1月16日 (『日本書紀』)                                         | 一説に倭の五王の「讃」または「珍（彌、禰）」に比定。 | 難波高津宮                                                    | 神功皇后57年 - 仁徳天皇87年1月16日 (『日本書紀』)                                              |
| 17        | 履中天皇                          | りちゅう                      | 大兄去来穂別天皇                           | 去来穂別            |      | 諡号 淡海三船による一括撰進                                                          | 履中天皇元年2月1日(400年) - 同6年3月15日(405年) (『日本書紀』)                                          | 一説に倭の五王の「讃」に比定。 | 磐余稚桜宮                                                    | 仁徳天皇24年? - 履中天皇6年3月15日 70歳没(『日本書紀』)                                        |
| 18        | 反正天皇                          | はんぜい                      | 多遅比瑞歯別天皇                           | 瑞歯別              |      | 諡号 淡海三船による一括撰進                                                          | 反正天皇元年(406年)1月2日 - 同5年(410年)1月23日 (『日本書紀』)                                          | 倭の五王の「珍」への比定が有力。 兄弟継承の始まり。 | 丹比柴籬宮                                                    | 仁徳天皇39年? - 反正天皇5年1月23日 75歳没(『日本書紀』)                                        |
| 19        | 允恭天皇                          | いんぎょう                    | 雄朝津間稚子宿禰天皇                       | 稚子                |      | 諡号 淡海三船による一括撰進                                                          | 允恭天皇元年(412年)12月 - 同42年(453年)1月14日 (『日本書紀』)                                           | 倭の五王の「済」に比定。 | 遠飛鳥宮                                                      | 仁徳天皇64年? - 允恭天皇42年1月14日 78歳没(『日本書紀』)                                       |
| 20        | 安康天皇                          | あんこう (あんかう)           | 穴穂天皇                                   | 穴穂                |      | 諡号 淡海三船による一括撰進                                                          | 允恭天皇42年(453年)12月14日 - 安康天皇3年(456年)8月9日 (『日本書紀』)                                   | 倭の五王の「興」に比定。 | 石上穴穂宮                                                    | 履中天皇2年? - 安康天皇3年8月9日 56歳没(『日本書紀』)                                          |
| 21        | 雄略天皇                          | ゆうりゃく (いうりゃく)       | 大泊瀬幼武天皇                             | 幼武                |      | 諡号 淡海三船による一括撰進                                                          | 安康天皇3年(456年)11月13日 - 雄略天皇23年(479年)8月7日 (『日本書紀』)                                   | 倭の五王の「武」に比定。 稲荷山古墳出土鉄剣・江田船山古墳出土鉄刀の 大王銘に比定。 | 泊瀬朝倉宮                                                    | 允恭天皇7年12月 - 雄略天皇23年8月7日 62歳没(『日本書紀』)                                      |
| 22        | 清寧天皇 (淸󠄀寧天皇)               | せいねい                      | 白髪武広国押稚日本根子天皇                 | 白髪                |      | 諡号 淡海三船による一括撰進                                                          | 清寧天皇元年(480年)1月15日 - 同5年(484年)1月16日 (『日本書紀』)                                         | | 磐余甕栗宮                                                    | 允恭天皇33年? - 清寧天皇5年1月16日 41歳没(『日本書紀』)                                        |
| 23        | 顕宗天皇 (顯宗天皇)               | けんぞう                      | 弘計天皇                                   | 来目稚子            |      | 諡号 淡海三船による一括撰進                                                          | 顕宗天皇元年(485年)1月1日 - 同3年(487年)4月25日 (『日本書紀』)                                          | | 近飛鳥八釣宮                                                  | 允恭天皇39年 - 顕宗天皇3年4月25日 38歳没(『日本書紀』)                                         |
| 24        | 仁賢天皇                          | にんけん                      | 億計天皇                                   | 大脚 大為           |      | 諡号 淡海三船による一括撰進                                                          | 仁賢天皇元年(488年)1月5日 - 同11年(498年)8月8日 (『日本書紀』)                                          | | 石上広高宮                                                    | 允恭天皇38年 - 仁賢天皇11年8月8日 50歳没(『日本書紀』)                                         |
| 25        | 武烈天皇                          | ぶれつ                        | 小泊瀬稚鷦鷯天皇                           | 稚鷦鷯              |      | 諡号 淡海三船による一括撰進                                                          | 仁賢天皇11年(498年)12月 - 武烈天皇8年(506年)12月8日 (『日本書紀』)                                      | | 泊瀬列城宮                                                    | 仁賢天皇2年 - 武烈天皇8年12月8日 (『日本書紀』)                                                |
| 26        | 継体天皇 (繼體天皇)               | けいたい                      | 男大迹天皇                                 | 男大迹 彦太尊       |      | 諡号 淡海三船による一括撰進                                                          | 継体天皇元年(507年?)2月4日 - 同25年(531年?)2月7日又は28年(534年?)                                       | 真の陵とみられる今城塚古墳で 発掘調査実施。 | 磐余玉穂宮                                                    | 允恭天皇39年(450年?) - 継体天皇25年2月7日(531年3月10日?)又は28年(534年?) 82歳?没(『日本書紀』) |
| 27        | 安閑天皇                          | あんかん                      | 広国押武金日天皇                           | 勾                  |      | 諡号 淡海三船による一括撰進                                                          | 継体天皇25年(531年?)2月7日又は28年(534年?) - 安閑天皇2年(535年?)12月17日                                | | 勾金橋宮                                                      | 雄略天皇10年(466年?) - 安閑天皇2年12月17日(536年1月25日?) 70歳没(『日本書紀』)                 |
| 28        | 宣化天皇                          | せんか (せんくゎ)             | 武小広国押盾天皇                           | 檜隈高田            |      | 諡号 淡海三船による一括撰進                                                          | 宣化天皇元年(535年?)12月 - 同4年(539年?)2月10日                                                         | | 檜隈廬入野宮                                                  | 雄略天皇11年(467年?) -宣化天皇4年2月10日(539年3月15日?) 73歳没(『日本書紀』)                   |
| 29        | 欽明天皇                          | きんめい                      | 天国排開広庭天皇                           |                     |      | 諡号 淡海三船による一括撰進                                                          | 宣化天皇4年(539年)12月5日 - 欽明天皇32年(571年)4月15日                                                  | | 難波祝津宮、磯城島金刺宮                                      | 継体天皇3年(509年?) - 欽明天皇32年4月15日(571年5月24日?) 63歳没(『日本書紀』)                  |
| 30        | 敏達天皇 (敏達󠄁天皇)               | びだつ                        | 渟中倉太珠敷天皇                           | 他田                |      | 諡号 淡海三船による一括撰進                                                          | 敏達天皇元年(572年?)4月3日 - 同14年(585年?)8月15日                                                      | | 百済大井宮、訳語田幸玉宮                                      | 宣化天皇3年?(538年?) - 敏達天皇14年8月15日(585年9月14日?) 48歳?没(『日本書紀』)                |
| 31        | 用明天皇                          | ようめい                      | 橘豊日天皇                                 | 池辺                |      | 諡号 淡海三船による一括撰進                                                          | 敏達天皇14年(585年)9月5日 - 用明天皇2年(587年)4月9日                                                    | | 磐余池辺雙槻宮                                                | 欽明天皇元年?(546年?) - 用明天皇2年4月9日(587年5月21日?) 41?歳没(『日本書紀』)                 |
| 32        | 崇峻天皇                          | すしゅん                      | 泊瀬部天皇                                 | 泊瀬部              |      | 諡号 淡海三船による一括撰進                                                          | 用明天皇2年(587年)8月2日 - 崇峻天皇5年(592年)11月3日                                                    | | 倉梯柴垣宮                                                    | 欽明天皇14年(553年?) - 崇峻天皇5年11月3日(592年12月12日) 40?歳没(『日本書紀』)                 |
| 33        | 推古天皇                          | すいこ                        | 豊御食炊屋姫天皇                           | 額田部              |      | 諡号 淡海三船による一括撰進                                                          | 崇峻天皇5年(592年)12月8日 - 推古天皇36年(628年)3月7日                                                   | 初の女帝 | 豊浦宮、小墾田宮                                              | 欽明天皇15年(554年?) - 推古天皇36年3月7日(628年4月15日) 75歳没                                 |
| 34        | 舒明天皇                          | じょめい                      | 息長足日広額天皇                           | 田村                |      | 諡号 淡海三船による一括撰進                                                          | 舒明天皇元年(629年)1月4日 - 舒明天皇13年(641年)10月9日                                                  | | 飛鳥岡本宮                                                    | 推古天皇元年(593年) - 舒明天皇13年10月9日(641年11月17日) 49歳没                                |
| 35        | 皇極天皇                          | こうぎょく (くゎうぎょく)     | 天豊財重日足姫天皇                         | 宝                  |      | 諡号 淡海三船による一括撰進                                                          | 皇極天皇元年(642年)1月15日 - 同4年(645年)6月14日                                                        | 女帝。 | 飛鳥板蓋宮                                                    | 推古天皇2年(594年) - 斉明天皇7年7月24日(661年8月24日) 68歳没                                   |
| 36        | 孝徳天皇 (孝德天皇)               | こうとく (かうとく)           | 天万豊日天皇                               | 軽                  |      | 諡号 淡海三船による一括撰進                                                          | 皇極天皇4年(645年)6月14日 - 白雉5年(654年)10月10日                                                      | | 難波宮                                                        | 推古天皇4年(596年) - 白雉5年10月10日(654年11月24日) 59歳没                                     |
| 37        | 斉明天皇 (齊明天皇)               | さいめい                      | (皇極に同じ)                               | (皇極に同じ)        |      | 諡号 淡海三船による一括撰進                                                          | 斉明天皇元年(655年)1月3日 - 同7年(661年)7月24日                                                         | 皇極天皇重祚。女帝。 | 飛鳥川原宮、飛鳥後岡本宮、飛鳥田中宮、朝倉橘広庭宮            | 推古天皇2年(594年) - 斉明天皇7年7月24日(661年8月24日) 68歳没                                   |
| 38        | 天智天皇                          | てんじ (てんぢ)               | 天命開別天皇                               | 葛城                |      | 諡号 淡海三船による一括撰進                                                          | 天智天皇7年(668年)1月3日 - 同10年(671年)12月3日                                                         | [ 表外参照 2 ] | 近江大津宮                                                    | 推古天皇34年(626年) - 天智天皇10年12月3日(672年1月7日) 46歳没                                  |
| 39        | 弘文天皇                          | こうぶん                      |                                            | 伊賀 大友           |      | 諡号 明治3年追諡                                                                     | 天智天皇10年(671年)12月5日 - 天武天皇元年(672年)7月23日                                                 | [ 表外参照 3 ] | 近江大津宮                                                    | 大化4年(648年) - 天武天皇元年7月23日(672年8月21日) 25歳没                                      |
| 40        | 天武天皇                          | てんむ                        | 天渟中原瀛真人天皇                         | 大海人              |      | 諡号 淡海三船による一括撰進                                                          | 天武天皇2年(673年)2月27日 - 朱鳥元年(686年)9月9日                                                       | | 飛鳥浄御原宮                                                  | 舒明天皇3年(631年)? - 朱鳥元年9月9日(686年10月1日) 56歳?没                                     |
| 41        | 持統天皇                          | じとう (ぢとう)               | 大倭根子天之廣野日女尊 高天原廣野姫天皇    | 鸕野讚良            |      | 諡号 淡海三船による一括撰進                                                          | 持統天皇4年(690年)1月1日 - 持統天皇11年(697年)8月1日                                                    | 女帝。686年9月9日に称制。 | 飛鳥浄御原宮、藤原宮                                          | 大化元年(645年) - 大宝2年12月12日(703年1月13日) 58歳没                                         |
| 42        | 文武天皇                          | もんむ                        | 倭根子豊祖父天皇 天之真宗豊祖父天皇        | 珂瑠                |      | 諡号                                                                                 | 文武天皇元年(697年)8月1日 - 慶雲4年(707年)6月15日                                                       | | 藤原京                                                        | 天武天皇12年(683年) - 慶雲4年6月15日(707年7月18日) 25歳没                                      |
| 43        | 元明天皇                          | げんめい                      | 日本根子天津御代豊国成姫天皇 元明金命      | 阿閇                |      | 諡号 淡海三船による一括撰進?                                                         | 慶雲4年(707年)7月17日 - 和銅8年(715年)9月2日                                                            | 女帝。 | 藤原京、平城京                                                | 斉明天皇7年(661年) - 養老5年12月7日(721年12月29日) 61歳没                                      |
| 44        | 元正天皇                          | げんしょう (げんしゃう)       | 日本根子高瑞浄足姫天皇                     | 氷高                |      | 諡号 淡海三船による一括撰進?                                                         | 霊亀元年(715年)9月2日 - 養老8年(724年)2月4日                                                            | 女帝。 | 平城京                                                        | 天武天皇9年(680年) - 天平20年4月21日(748年5月22日) 69歳没                                      |
| 45        | 聖武天皇                          | しょうむ (しゃうむ)           | 天璽国押開豊桜彦天皇 勝宝感神聖武皇帝      | 首                  |      | 諡号                                                                                 | 神亀元年(724年)2月4日 - 天平感宝元年(749年)7月2日                                                       | | 難波宮、平城宮、恭仁宮                                        | 大宝元年(701年) - 天平勝宝8歳5月2日(756年6月4日) 56歳没                                        |
| 46        | 孝謙天皇                          | こうけん (かうけん)           | 宝字称徳孝謙皇帝 (異称)高野天皇            | 阿倍                |      | (生前の尊称)                                                                         | 天平勝宝元年(749年)7月2日 - 天平宝字2年(758年)8月1日                                                    | 女帝。 | 平城宮                                                        | 養老2年(718年) - 神護景雲4年8月4日(770年8月28日) 53歳没                                        |
| 47        | 淳仁天皇                          | じゅんにん                    | (追諡前)廃帝/淡路廃帝                      | 大炊                |      | 諡号 明治3年追諡                                                                     | 天平宝字2年(758年)8月1日 - 同8年(764年)10月9日                                                          | | 平城宮                                                        | 天平5年(733年) - 天平神護元年10月23日(765年11月10日) 33歳没                                    |
| 48        | 称徳天皇 (稱德天皇)               | しょうとく                    | (孝謙に同じ)                               | (孝謙に同じ)        |      | (生前の尊称)                                                                         | 天平宝字8年(764年)10月9日 - 神護景雲4年(770年)8月4日                                                    | 孝謙天皇重祚。女帝。 | 平城宮                                                        | 養老2年(718年) - 神護景雲4年8月4日(770年8月28日) 53歳没                                        |
| 49        | 光仁天皇                          | こうにん (くゎうにん)         | 天宗高紹天皇 (異称)後田原天皇              | 白壁                |      | 諡号                                                                                 | 宝亀元年(770年)10月1日 - 天応元年(781年)4月3日                                                          | 継体天皇(第26代)以降では、 歴代最高齢即位(62歳)。 | 平城宮                                                        | 和銅2年10月13日(709年11月18日) - 天応元年12月23日(782年1月11日) 73歳没                         |
| 50        | 桓武天皇                          | かんむ (くゎんむ)             | 日本根子皇統弥照尊 (異称)延暦帝/柏原帝     | 山部                |      | 諡号                                                                                 | 天応元年(781年)4月3日 - 延暦25年(806年)3月17日                                                          | | 平城宮、長岡宮、平安宮                                        | 天平9年(737年) - 延暦25年3月17日(806年4月9日) 70歳没                                           |
| 51        | 平城天皇                          | へいぜい                      | 日本根子天推国高彦尊 (異称)奈良帝          | 安殿                |      | 追号 在所(地名)                                                                      | 延暦25年(806年)3月17日 - 大同4年(809年)4月1日                                                           | | 平安宮                                                        | 宝亀5年8月15日(774年9月25日) - 天長元年7月7日(824年8月5日) 51歳没                              |
| 52        | 嵯峨天皇                          | さが                          | (異称)弘仁帝皇                             | 神野                |      | 追号 譲位後の在所                                                                    | 大同4年(809年)4月1日 - 弘仁14年(823年)4月16日                                                           | | 平安京・大内裏                                                | 延暦5年9月7日(786年10月3日) - 承和9年7月15日(842年8月24日) 57歳没                              |
| 53        | 淳和天皇                          | じゅんな (じゅんわ)           | 日本根子天高譲弥遠尊 (異称)西院帝          | 大伴                |      | 追号 譲位後の在所                                                                    | 弘仁14年(823年)4月16日 - 天長10年(833年)2月28日                                                         | | 平安京・大内裏                                                | 延暦5年(786年) - 承和7年5月8日(840年6月11日) 55歳没                                            |
| 54        | 仁明天皇                          | にんみょう (にんみゃう)       | 日本根子天璽豊聡慧尊 (異称)深草帝          | 正良                |      | 諡号                                                                                 | 天長10年(833年)2月28日 - 嘉祥3年(850年)3月19日                                                          | | 平安京・大内裏                                                | 弘仁元年9月24日（810年10月25日） - 嘉祥3年3月21日(850年5月6日) 41歳没                          |
| 55        | 文徳天皇 (文德天皇)               | もんとく                      | (異称)田邑帝                               | 道康                |      | 諡号                                                                                 | 嘉祥3年(850年)3月19日 - 天安2年(858年)8月27日                                                           | | 平安京・大内裏                                                | 天長4年(827年) - 天安2年8月27日(858年10月7日) 32歳没                                           |
| 56        | 清和天皇 (淸和天皇)               | せいわ                        | (異称)水尾帝                               | 惟仁                |      | 追号 譲位後の在所                                                                    | 天安2年(858年)11月7日 - 貞観18年(876年)11月29日                                                         | | 平安京・大内裏                                                | 嘉祥3年3月25日(850年5月10日) - 元慶4年12月4日(881年1月7日) 31歳没                              |
| 57        | 陽成天皇                          | ようぜい (やうぜい)           |                                            | 貞明                |      | 追号 譲位後の在所                                                                    | 貞観18年(876年)11月29日 - 元慶8年(884年)2月4日                                                          | | 平安京・大内裏                                                | 貞観10年12月16日(869年1月2日) - 天暦3年9月29日(949年10月23日) 82歳没                           |
| 58        | 光孝天皇                          | こうこう (くゎうかう)         | (異称)小松帝                               | 時康                |      | 諡号                                                                                 | 元慶8年(884年)2月5日 - 仁和3年(887年)8月26日                                                            | | 平安京・大内裏                                                | 天長7年(830年) - 仁和3年8月26日(887年9月17日) 58歳没                                           |
| 59        | 宇多天皇                          | うだ                          | (異称)寛平帝                               | 定省                |      | 追号 譲位後の在所                                                                    | 仁和3年(887年)8月26日 - 寛平9年(897年)7月3日                                                            | 臣籍降下するも、後に皇族に復帰し即位。 | 平安京・大内裏                                                | 貞観9年5月5日(867年6月10日) - 承平元年7月19日(931年9月3日) 65歳没                              |
| 60        | 醍醐天皇                          | だいご                        | (異称)延喜帝                               | 維城 敦仁           |      | 追号 山陵                                                                            | 寛平9年(897年)7月3日 - 延長8年(930年)9月22日                                                            | 出生時は臣籍、後に皇族に復帰し即位。 | 平安京・大内裏                                                | 元慶9年1月18日(885年2月6日) - 延長8年9月29日(930年10月23日) 46歳没                             |
| 61        | 朱雀天皇                          | すざく                        |                                            | 寛明                |      | 追号 譲位後の在所                                                                    | 延長8年(930年)9月22日 - 天慶9年(946年)4月20日                                                           | | 平安京・大内裏                                                | 延長元年7月24日(923年9月7日) - 天暦6年8月15日(952年9月6日) 30歳没                              |
| 62        | 村上天皇                          | むらかみ                      | (異称)天暦帝                               | 成明                |      | 追号 山陵                                                                            | 天慶9年(946年)4月20日 - 康保4年(967年)5月25日                                                           | | 平安京・大内裏                                                | 延長4年6月2日(926年7月14日) - 康保4年5月25日(967年7月5日) 42歳没                               |
| 63        | 冷泉天皇                          | れいぜい                      |                                            | 憲平                |      | 追号 譲位後の在所                                                                    | 康保4年(967年)5月25日 - 安和2年(969年)8月13日                                                           | | 平安京・大内裏                                                | 天暦4年5月24日(950年6月12日) - 寛弘8年10月24日(1011年11月21日) 62歳没                          |
| 64        | 円融天皇 (圓融天皇)               | えんゆう (ゑんゆう)           |                                            | 守平                |      | 追号 在所(寺名・庵号)                                                                | 安和2年(969年)8月13日 - 永観2年(984年)8月27日                                                           | | 平安京・大内裏                                                | 天徳3年3月2日(959年4月12日) - 正暦2年2月12日(991年3月1日) 33歳没                               |
| 65        | 花山天皇                          | かざん (くゎざん)             |                                            | 師貞                |      | 追号 在所(寺名・庵号)                                                                | 永観2年(984年)8月27日 - 寛和2年(986年)6月23日                                                           | | 平安京・大内裏                                                | 安和元年10月26日(968年11月29日) - 寛弘5年2月8日(1008年3月17日) 41歳没                          |
| 66        | 一条天皇 (一條天皇)               | いちじょう (いちでう)         |                                            | 懐仁                |      | 追号 在位中の皇居の宮名                                                              | 寛和2年(986年)6月23日 - 寛弘8年(1011年)6月13日                                                          | | 平安京・大内裏                                                | 天元3年6月1日(980年7月15日) - 寛弘8年6月22日(1011年7月25日) 32歳没                             |
| 67        | 三条天皇 (三條天皇)               | さんじょう (さんでう)         |                                            | 居貞                |      | 追号 譲位後の在所                                                                    | 寛弘8年(1011年)6月13日 - 長和5年(1016年)1月29日                                                         | | 平安京・大内裏                                                | 天延4年1月3日(976年2月5日) - 寛仁元年5月9日(1017年6月5日) 42歳没                               |
| 68        | 後一条天皇 (後一條天皇)           | ごいちじょう (ごいちでう)     |                                            | 敦成                |      | 追号 加後号                                                                          | 長和5年(1016年)1月29日 - 長元9年(1036年)4月17日                                                         | | 平安京・大内裏                                                | 寛弘5年9月11日(1008年10月12日) - 長元9年4月17日(1036年5月15日) 29歳没                          |
| 69        | 後朱雀天皇                        | ごすざく                      |                                            | 敦良                |      | 追号 加後号                                                                          | 長元9年(1036年)4月17日 - 寛徳2年(1045年)1月16日                                                         | | 平安京・大内裏                                                | 寛弘6年11月25日(1009年12月14日) - 寛徳2年1月18日(1045年2月7日) 37歳没                          |
| 70        | 後冷泉天皇                        | ごれいぜい                    |                                            | 親仁                |      | 追号 加後号                                                                          | 寛徳2年(1045年)1月16日 - 治暦4年(1068年)4月19日                                                         | | 平安京・大内裏                                                | 万寿2年8月3日(1025年8月28日) - 治暦4年4月19日(1068年5月22日) 44歳没                            |
| 71        | 後三条天皇 (後三條天皇)           | ごさんじょう (ごさんでう)     | (異称)延久帝                               | 尊仁                |      | 追号 加後号                                                                          | 治暦4年(1068年)4月19日 - 延久4年(1072年)12月8日                                                         | | 平安京・大内裏                                                | 長元7年7月18日(1034年9月3日) - 延久5年5月7日(1073年6月15日) 40歳没                             |
| 72        | 白河天皇                          | しらかわ (しらかは)           | (異称)六条帝                               | 貞仁                |      | 追号(遺諡) 譲位後の在所                                                              | 延久4年(1072年)12月8日 - 応徳3年(1086年)11月26日                                                        | | 平安京・大内裏                                                | 天喜元年6月19日(1053年7月7日) - 大治4年7月7日(1129年7月24日) 77歳没                            |
| 73        | 堀河天皇                          | ほりかわ (ほりかは)           |                                            | 善仁                |      | 追号 在位中の皇居の宮名                                                              | 応徳3年(1086年)11月26日 - 嘉承2年(1107年)7月19日                                                        | | 平安京・大内裏                                                | 承暦3年7月9日(1079年8月8日) - 嘉承2年7月19日(1107年8月9日) 29歳没                              |
| 74        | 鳥羽天皇 (鳥羽︀天皇)               | とば                          |                                            | 宗仁                |      | 追号 譲位後の在所                                                                    | 嘉承2年(1107年)7月19日 - 保安4年(1123年)1月28日                                                         | | 平安京・大内裏                                                | 康和5年1月16日(1103年2月24日) - 保元元年7月2日(1156年7月20日) 54歳没                           |
| 75        | 崇徳天皇 (崇德天皇)               | すとく                        | (改称前)讃岐院                             | 顕仁                |      | 諡号                                                                                 | 保安4年(1123年)1月28日 - 永治元年(1141年)12月7日                                                        | | 平安京・大内裏                                                | 元永2年5月28日(1119年7月7日) - 長寛2年8月26日(1164年9月14日) 46歳没                            |
| 76        | 近衛天皇 (近衞天皇)               | このえ (このゑ)               |                                            | 体仁                |      | 追号 在位中の皇居の宮名                                                              | 永治元年(1141年)12月7日 - 久寿2年(1155年)7月23日                                                        | | 平安京・大内裏                                                | 保延5年5月18日(1139年6月16日) - 久寿2年7月23日(1155年8月22日) 17歳没                           |
| 77        | 後白河天皇                        | ごしらかわ (ごしらかは)       |                                            | 雅仁                |      | 追号 加後号                                                                          | 久寿2年(1155年)7月24日 - 保元3年(1158年)8月11日                                                         | | 平安京・大内裏                                                | 大治2年9月11日(1127年10月18日) - 建久3年3月13日(1192年4月26日) 66歳没                          |
| 78        | 二条天皇 (二條天皇)               | にじょう (にでう)             |                                            | 守仁                |      | 追号 在位中の皇居の宮名                                                              | 保元3年(1158年)8月11日 - 永万元年(1165年)6月25日                                                        | | 平安京・大内裏                                                | 康治2年6月17日(1143年7月31日) - 永万元年7月28日(1165年9月5日) 23歳没                           |
| 79        | 六条天皇 (六條天皇)               | ろくじょう (ろくでう)         |                                            | 順仁                |      | 追号 譲位後の在所                                                                    | 永万元年(1165年)6月25日 - 仁安3年(1168年)2月19日                                                        | 歴代最年少即位(生後7か月)。 歴代最年少譲位、歴代最年少上皇(2歳)。 | 平安京・大内裏                                                | 長寛2年11月14日(1164年12月28日) - 安元2年7月17日(1176年8月23日) 13歳没                         |
| 80        | 高倉天皇 (髙倉天皇)               | たかくら                      |                                            | 憲仁                |      | 追号 譲位後の在所                                                                    | 仁安3年(1168年)2月19日 - 治承4年(1180年)2月21日                                                         | | 平安京・大内裏                                                | 永暦2年9月3日(1161年9月23日) - 治承5年1月14日(1181年1月30日) 21歳没                            |
| 81        | 安徳天皇 (安德天皇)               | あんとく                      |                                            | 言仁                |      | 諡号                                                                                 | 治承4年(1180年)2月21日 - 寿永4年(1185年)3月24日                                                         | 後鳥羽天皇と在位一部重複。 歴代最年少崩御(8歳)。 | 平安京・大内裏                                                | 治承2年11月12日(1178年12月22日) - 寿永4年3月24日(1185年4月25日) 8歳没                          |
| 82        | 後鳥羽天皇 (後鳥羽天皇)           | ごとば                        | (改称前)隠岐院/顕德院                      | 尊成                |      | 追号 加後号                                                                          | 寿永2年(1183年)8月20日 - 建久9年(1198年)1月11日                                                         | 安德天皇と在位一部重複。 | 平安京・大内裏                                                | 治承4年7月14日(1180年8月6日) - 延応元年2月22日(1239年3月28日) 60歳没                           |
| 83        | 土御門天皇                        | つちみかど                    | (改称前)土佐院/阿波院                      | 為仁                |      | 追号 譲位後の在所                                                                    | 建久9年(1198年)1月11日 - 承元4年(1210年)11月25日                                                        | | 平安京・大内裏                                                | 建久6年12月2日(1196年1月3日) - 寛喜3年10月11日(1231年11月6日) 36歳没                           |
| 84        | 順徳天皇 (順德天皇)               | じゅんとく                    | (改称前)佐渡院                             | 守成                |      | 諡号                                                                                 | 承元4年(1210年)11月25日 - 承久3年(1221年)4月20日                                                        | | 平安京・大内裏                                                | 建久8年9月10日(1197年10月22日) - 仁治3年9月12日(1242年10月7日) 46歳没                          |
| 85        | 仲恭天皇                          | ちゅうきょう                  | (追諡前)後廃帝/九条廃帝                    | 懐成                |      | 諡号 明治3年追諡                                                                     | 承久3年(1221年)4月20日 - 同3年(1221年)7月9日                                                            | 在位期間最短(78日間)。 | 平安京・大内裏                                                | 建保6年10月10日(1218年10月30日) - 天福2年5月20日(1234年6月18日) 17歳没                         |
| 86        | 後堀河天皇                        | ごほりかわ (ごほりかは)       |                                            | 茂仁                |      | 追号 加後号                                                                          | 承久3年(1221年)7月9日 - 貞永元年(1232年)10月4日                                                         | | 平安京・大内裏                                                | 建暦2年2月18日(1212年3月22日) - 天福2年8月6日(1234年8月31日) 23歳没                            |
| 87        | 四条天皇 (四條天皇)               | しじょう (しでう)             |                                            | 秀仁                |      | 追号 在所(葬家邸宅を在所に擬す)                                                      | 貞永元年(1232年)10月4日 - 仁治3年(1242年)1月9日                                                         | | 平安京・大内裏                                                | 寛喜3年2月12日(1231年3月17日) - 仁治3年1月9日(1242年2月10日) 12歳没                            |
| 88        | 後嵯峨天皇                        | ごさが                        |                                            | 邦仁                |      | 追号(遺諡) 加後号                                                                    | 仁治3年(1242年)1月20日 - 寛元4年(1246年)1月29日                                                         | | 平安京・大内裏                                                | 承久2年(1220年)2月26日 - 文永9年(1272年)2月17日 53歳没                                         |
| 89        | 後深草天皇                        | ごふかくさ                    |                                            | 久仁                |      | 追号(遺諡) 加後号                                                                    | 寛元4年(1246年)1月29日 - 正元元年(1259年)11月26日                                                       | | 平安京・大内裏                                                | 寛元元年6月10日(1243年6月28日) - 嘉元2年7月16日(1304年8月17日) 62歳没                          |
| 90        | 亀山天皇 (龜山天皇)               | かめやま                      |                                            | 恒仁                |      | 追号(遺諡) 譲位後の在所                                                              | 正元元年(1259年)11月26日 - 文永11年(1274年)1月26日                                                      | | 平安京・大内裏                                                | 建長元年5月27日(1249年7月9日) - 嘉元3年9月15日(1305年10月4日) 57歳没                           |
| 91        | 後宇多天皇                        | ごうだ                        |                                            | 世仁                |      | 追号(遺諡) 加後号                                                                    | 文永11年(1274年)1月26日 - 弘安10年(1287年)10月21日                                                      | | 平安京・大内裏                                                | 文永4年12月1日(1267年12月17日) - 元享4年6月25日(1324年7月16日) 58歳没                          |
| 92        | 伏見天皇                          | ふしみ                        |                                            | 煕仁                |      | 追号 譲位後の在所                                                                    | 弘安10年(1287年)10月21日 - 永仁6年(1298年)7月22日                                                       | | 平安京・大内裏                                                | 文永2年4月23日(1265年5月10日) - 文保元年9月3日(1317年10月8日) 53歳没                           |
| 93        | 後伏見天皇                        | ごふしみ                      |                                            | 胤仁                |      | 追号(遺諡) 加後号                                                                    | 永仁6年(1298年)7月22日 - 正安3年(1301年)1月22日                                                         | | 平安京・大内裏                                                | 弘安11年3月3日(1288年4月5日) - 延元元年4月6日(1336年5月17日) 49歳没                            |
| 94        | 後二条天皇 (後二條天皇)           | ごにじょう (ごにでう)         |                                            | 邦治                |      | 追号 加後号                                                                          | 正安3年(1301年)1月22日 - 徳治3年(1308年)8月25日                                                         | | 平安京・大内裏                                                | 弘安8年2月2日(1285年3月9日) - 徳治3年8月25日(1308年9月10日) 24歳没                             |
| 95        | 花園天皇                          | はなぞの                      |                                            | 富仁                |      | 追号(遺諡) 譲位後の在所                                                              | 延慶元年(1308年)8月26日 - 文保2年(1318年)2月26日                                                        | | 平安京・大内裏                                                | 永仁5年7月25日(1297年8月14日) - 正平3年11月11日(1348年12月2日) 52歳没                          |
| 96 (南1)  | 後醍醐天皇                        | ごだいご                      |                                            | 尊治                |      | 追号(遺諡) 加後号                                                                    | 文保2年(1318年)2月26日 (元弘元年(1331年)9月20日南北朝分裂) - 延元4年(1339年)8月15日                     | | 平安京・大内裏 吉野行宮                                       | 正応元年11月2日(1288年11月26日) - 延元4年8月16日(1339年9月19日) 52歳没                         |
| 97 (南2)  | 後村上天皇                        | ごむらかみ                    |                                            | 憲良 義良           |      | 追号 加後号、明治44年追諡                                                            | 延元4年(1339年)8月15日 - 正平23年(1368年)3月11日                                                        | | 吉野行宮 賀名生行宮 男山八幡行宮 天野行宮 観心寺行宮 住吉行宮 | 嘉暦3年(1328年) - 正平23年3月11日(1368年3月29日) 41歳没                                        |
| 98 (南3)  | 長慶天皇                          | ちょうけい (ちゃうけい)       |                                            | 寛成                |      | 追号 在所(寺名・庵号) 大正15年追諡                                                   | 正平23年(1368年)3月11日 - 弘和3年(1383年)10月                                                           | | 住吉行宮 吉野行宮 天野行宮 栄山寺行宮                         | 興国4年(1343年) - 応永元年8月1日(1394年8月27日) 52歳没                                         |
| 99 (南4)  | 後亀山天皇 (後龜山天皇)           | ごかめやま                    |                                            | 煕成                |      | 追号 加後号、明治44年追諡                                                            | 弘和3年(1383年)10月 - 元中9年(1392年)閏10月5日                                                          | | 栄山寺行宮 吉野行宮                                           | 正平5年(1350年)? - 応永31年4月12日(1424年5月10日) 75歳?没                                      |
| 北1       | 光厳天皇 (光嚴天皇)               | こうごん (くゎうごん)         | (異称)正慶天子 持明院殿                    | 量仁                |      | 追号(遺諡) 在所(寺名・庵号)                                                          | 元徳3年(1331年)9月20日 - 正慶2年(1333年)5月25日                                                         | | 平安京・大内裏                                                | 正和2年7月9日(1313年8月1日) - 貞治3年7月7日(1364年8月5日) 52歳没                               |
| 北2       | 光明天皇                          | こうみょう (くゎうみゃう)     |                                            | 豊仁                |      | 追号(遺諡) 在所(寺名・庵号)                                                          | 建武3年(1336年)8月15日 - 貞和4年(1348年)10月27日                                                        | | 京都御所                                                      | 元享元年12月23日(1322年1月11日) - 康暦2年6月24日(1380年7月26日) 59歳没                         |
| 北3       | 崇光天皇                          | すこう (すくゎう)             |                                            | 益仁 興仁           |      | 追号(遺諡)                                                                           | 貞和4年(1348年)10月27日 - 観応2年(1351年)11月7日                                                        | 現在の皇室と旧皇族11宮家(1947年皇籍離脱)の男系共通先祖。 | 京都御所                                                      | 建武元年4月22日(1334年5月25日) - 応永5年1月13日(1398年1月31日) 65歳没                          |
| 北4       | 後光厳天皇 (後光嚴天皇)           | ごこうごん (ごくゎうごん)     |                                            | 彌仁                |      | 追号(遺諡) 加後号                                                                    | 観応3年(1352年)8月17日 - 応安4年(1371年)3月23日                                                         | | 京都御所                                                      | 建武5年3月2日(1338年3月23日) - 応安7年1月29日(1374年3月12日) 37歳没                            |
| 北5       | 後円融天皇 (後圓融天皇)           | ごえんゆう (ごゑんゆう)       |                                            | 緒仁                |      | 追号(遺諡) 加後号                                                                    | 応安4年(1371年)3月23日 - 永徳2年(1382年)4月11日                                                         | | 京都御所                                                      | 延文3年12月12日(1359年1月11日) - 明徳4年4月26日(1393年6月6日) 35歳没                           |
| 北6 ↓ 100 | 後小松天皇                        | ごこまつ                      |                                            | 幹仁                |      | 追号(遺諡) 加後号                                                                    | 永徳2年(弘和2年)(1382年)4月11日 (明徳3年(元中9年)(1392年)閏10月5日南北朝統一) - 応永19年(1412年)8月29日 | | 京都御所                                                      | 永和3年(天授3年)6月27日(1377年8月1日) - 永享5年10月20日(1433年12月1日) 57歳没                  |
| 101       | 称光天皇 (稱光天皇)               | しょうこう (しょうくゎう)     |                                            | 躬仁 実仁           |      | 追号 漢風諡号2つを合わせた追号(=稱德+光仁)、もしくは高祖父「光厳院」を「称」えるの意 | 応永19年(1412年)8月29日 - 正長元年(1428年)7月20日                                                       | | 京都御所                                                      | 応永8年3月29日(1401年5月12日) - 正長元年7月20日(1428年8月30日) 28歳没                          |
| 102       | 後花園天皇                        | ごはなぞの                    |                                            | 彦仁                |      | 追号 加後号                                                                          | 正長元年(1428年)7月28日 - 寛正5年(1464年)7月19日                                                        | | 京都御所                                                      | 応永26年6月17日(1419年7月10日) - 文明2年12月27日(1471年1月18日) 53歳没                         |
| 103       | 後土御門天皇                      | ごつちみかど                  |                                            | 成仁                |      | 追号 加後号                                                                          | 寛正5年(1464年)7月19日 - 明応9年(1500年)9月28日                                                         | | 京都御所                                                      | 嘉吉2年5月25日(1442年7月3日) - 明応9年9月28日(1500年10月21日) 59歳没                           |
| 104       | 後柏原天皇                        | ごかしわばら (ごかしはばら)   |                                            | 勝仁                |      | 追号 加後号                                                                          | 明応9年(1500年)10月25日 - 大永6年(1526年)4月7日                                                         | | 京都御所                                                      | 寛正5年10月20日(1464年11月19日) - 大永6年4月7日(1526年5月18日) 63歳没                          |
| 105       | 後奈良天皇                        | ごなら                        |                                            | 知仁                |      | 追号 加後号                                                                          | 大永6年(1526年)4月29日 -弘治3年 (1557年)9月5日                                                          | | 京都御所                                                      | 明応5年12月23日(1497年1月26日) - 弘治3年9月5日(1557年9月27日) 61歳没                           |
| 106       | 正親町天皇                        | おおぎまち (おほぎまち)       |                                            | 方仁                |      | 追号 在所(二条殿)の面する町名                                                        | 弘治3年(1557年)10月27日 - 天正14年(1586年)11月7日                                                       | | 京都御所                                                      | 永正14年5月29日(1517年6月18日) - 文禄2年1月5日(1593年2月6日) 77歳没                            |
| 107       | 後陽成天皇                        | ごようぜい (ごやうぜい)       | 茶地丸                                     | 和仁 周仁           |      | 追号 加後号                                                                          | 天正14年(1586年)11月7日 - 慶長16年(1611年)3月27日                                                       | | 京都御所                                                      | 元亀2年12月15日(1571年12月31日) - 元和3年8月26日(1617年9月25日) 47歳没                         |
| 108       | 後水尾天皇                        | ごみずのお (ごみづのを)       |                                            | 政仁                |      | 追号(遺諡) 加後号                                                                    | 慶長16年(1611年)3月27日 - 寛永6年(1629年)11月8日                                                        | | 京都御所                                                      | 文禄5年6月4日(1596年6月29日) - 延宝8年8月19日(1680年9月11日) 85歳没                            |
| 109       | 明正天皇                          | めいしょう (めいしゃう)       | 女一宮                                     | 興子                |      | 追号 漢風諡号2つを合わせた追号 (元明+元正)                                           | 寛永6年(1629年)11月8日 - 同20年(1643年)10月3日                                                          | 女帝。 | 京都御所                                                      | 元和9年11月19日(1624年1月9日) - 元禄9年11月10日(1696年12月4日) 73歳没                          |
| 110       | 後光明天皇                        | ごこうみょう (ごくゎうみゃう) | 素鵞宮 (すがのみや)                        | 紹仁                |      | 追号 加後号                                                                          | 寛永20年(1643年)10月3日 - 承応3年(1654年)9月20日                                                        | | 京都御所                                                      | 寛永10年3月12日(1633年4月20日) - 承応3年9月20日(1654年10月30日) 22歳没                         |
| 111       | 後西天皇                          | ごさい                        | 秀宮 (ひでのみや)                          | 良仁                |      | 追号 加後号                                                                          | 承応3年(1654年)11月28日 - 寛文3年(1663年)1月26日                                                        | | 京都御所                                                      | 寛永14年11月16日(1638年1月1日) - 貞享2年2月22日(1685年3月26日) 48歳没                          |
| 112       | 霊元天皇 (靈元天皇)               | れいげん                      | 高貴宮 (あてのみや)                        | 識仁                |      | 追号(遺諡) 漢風諡号2つを合わせた追号 (孝霊+孝元)                                     | 寛文3年(1663年)1月26日 - 貞享4年(1687年)3月21日                                                         | 旧皇族（1947年皇籍離脱）及び現皇室の最近共通祖先。 | 京都御所                                                      | 承応3年5月25日(1654年7月9日) - 享保17年8月6日(1732年9月24日) 79歳没                            |
| 113       | 東山天皇                          | ひがしやま                    | 五宮                                       | 朝仁                |      | 追号 山陵                                                                            | 貞享4年(1687年)3月21日 - 宝永6年(1709年)6月21日                                                         | | 京都御所                                                      | 延宝3年9月3日(1675年10月21日) - 宝永6年12月17日(1710年1月16日) 36歳没                          |
| 114       | 中御門天皇                        | なかみかど                    | 長宮 (ますのみや)                          | 慶仁                |      | 追号 在所に近い宮門                                                                  | 宝永6年(1709年)6月21日 - 享保20年(1735年)3月21日                                                        | | 京都御所                                                      | 元禄14年12月17日(1702年1月14日) - 元文2年4月11日(1737年5月10日) 36歳没                         |
| 115       | 桜町天皇 (櫻町天皇)               | さくらまち                    | 若宮                                       | 昭仁                |      | 追号 譲位後の在所                                                                    | 享保20年(1735年)3月21日 - 延享4年(1747年)5月2日                                                         | 桜町天皇自身は「人皇百十六代孫昭仁」と署名している。 | 京都御所                                                      | 享保5年1月1日(1720年2月8日) - 寛延3年4月23日(1750年5月28日) 31歳没                             |
| 116       | 桃園天皇                          | ももぞの                      | 八穂宮 (やほのみや)                        | 遐仁                |      | 追号 由来不詳                                                                        | 延享4年(1747年)5月2日 - 宝暦12年(1762年)7月12日                                                         | | 京都御所                                                      | 寛保元年2月29日(1741年4月14日) - 宝暦12年7月12日(1762年8月31日) 22歳没                         |
| 117       | 後桜町天皇 (後櫻町天皇)           | ごさくらまち                  | 以茶宮(いさのみや) 緋宮(あけのみや)        | 智子                |      | 追号 加後号                                                                          | 宝暦12年(1762年)7月27日 - 明和7年(1770年)11月24日                                                       | 現在、史上最後の女帝。 | 京都御所                                                      | 元文5年8月3日(1740年9月23日) - 文化10年閏11月2日(1813年12月24日) 74歳没                        |
| 118       | 後桃園天皇                        | ごももぞの                    |                                            | 英仁                |      | 追号 加後号                                                                          | 明和7年(1770年)11月24日 - 安永8年(1779年)11月9日                                                        | | 京都御所                                                      | 宝暦8年7月2日(1758年8月5日) - 安永8年10月29日(1779年12月6日) 22歳没                            |
| 119       | 光格天皇                          | こうかく (くゎうかく)         | 祐宮 (さちのみや)                          | 師仁 兼仁           |      | 諡号                                                                                 | 安永8年(1779年)11月25日 - 文化14年(1817年)3月22日                                                       | 閑院宮出身。現在、先帝の傍系たる宮家より即位した最後の天皇。なお、光格天皇自身は「神武百二十世兼仁」と署名しており、北朝を正統とする『本朝皇胤紹運録』に基づく歴代天皇代数を使用していた。                   | 京都御所                                                      | 明和8年8月15日(1771年9月23日) - 天保11年11月18日(1840年12月11日) 70歳没                        |
| 120       | 仁孝天皇                          | にんこう (にんかう)           | 寛宮 (ゆたのみや)                          | 恵仁                |      | 諡号                                                                                 | 文化14年(1817年)3月22日 -弘化3年 (1846年)2月6日                                                         | | 京都御所                                                      | 寛政12年2月21日(1800年3月16日) - 弘化3年1月26日(1846年2月21日) 47歳没                          |
| 121       | 孝明天皇                          | こうめい (かうめい)           | 煕宮 (ひろのみや)                          | 統仁                |      | 諡号                                                                                 | 弘化3年(1846年)2月13日 - 慶応2年(1866年)12月25日                                                        | 孝明天皇自身は「百廿二代孫統仁」と署名している。 | 京都御所                                                      | 天保2年6月14日(1831年7月11日) - 慶応2年12月25日(1867年1月30日) 36歳没                          |
| 122       | 明治天皇                          | めいじ (めいぢ)               | 祐宮 (さちのみや)                          | 睦仁                |      | 追号 一世一元の制による                                                              | 慶応3年(1867年)1月9日 - 明治45年(1912年)7月30日                                                         | | 皇居                                                          | 嘉永5年9月22日(1852年11月3日) - 明治45年(1912年)7月30日 59歳没                                 |
| 123       | 大正天皇                          | たいしょう (たいしゃう)       | 明宮 (はるのみや)                          | 嘉仁                |      | 追号 一世一元の制による                                                              | 大正元年(1912年)7月30日 - 大正15年(1926年)12月25日                                                      | 大日本帝国憲法及び旧皇室典範に基づき即位。 | 皇居                                                          | 明治12年(1879年) 8月31日 - 大正15年(1926年)12月25日 47歳没                                     |
| 124       | 昭和天皇                          | しょうわ (せうわ)             | 迪宮 (みちのみや)                          | 裕仁                |      | 追号 一世一元の制による                                                              | 昭和元年(1926年)12月25日 - 昭和64年(1989年)1月7日                                                       | 大日本帝国憲法及び旧皇室典範に基づき即位。履中天皇(第17代)以降では、在位期間最長(62年2週間)であり、在位中に崩御した天皇としては最高齢。現在、史上最後の摂政経験者。                                          | 皇居                                                          | 明治34年(1901年) 4月29日 - 昭和64年(1989年) 1月7日 87歳没                                      |
| 125       | （上皇） ※追号・諡号 ではない     |                               | 継宮 (つぐのみや)                          | 明仁                |      |                                                                                      | 昭和64年(1989年)1月7日 - 平成31年(2019年)4月30日                                                        | 日本国憲法及び現皇室典範に基づいて即位した最初の天皇。また、天皇の退位等に関する皇室典範特例法に基づいて、憲政史上初めてかつ最高齢で譲位した天皇でもある。年齢が確かとされる推古天皇以降で歴代最長寿の天皇。 | 皇居                                                          | 昭和8年(1933年) 12月23日 - 存命中 91歳                                                         |
| 126       | （今上天皇） ※追号・諡号 ではない |                               | 浩宮 (ひろのみや)                          | 徳仁                |      |                                                                                      | 令和元年(2019年)5月1日 - 在位中                                                                         | 戦後かつ日本国憲法及び現皇室典範下の生まれで即位した初の天皇。 | 皇居                                                          | 昭和35年(1960年) 2月23日 - 存命中 65歳                                                         |

1. ↑  雄略天皇に関して、通説では稲荷山古墳出土鉄剣の「獲加多支鹵大王」銘や江田船山古墳出土鉄刀の「獲□□□鹵大王」銘が、大王の諱の「ワカタケル」に比定される(「雄略天皇」『日本古代氏族人名辞典 普及版』 吉川弘文館、2010年。)。
2. ↑  天智天皇は661年7月24日に称制したため、『日本書紀』においては天智天皇元年は皇極天皇崩御翌年の662年となっている。
3. ↑  弘文天皇は明治3年に追諡されて第39代天皇として認められたが、実際に即位したか否かには議論がある。
4. ↑  1912年7月30日は大正元年でもある。
5. ↑  1912年7月30日は明治45年でもある。
6. ↑  1926年12月25日は昭和元年でもある。
7. ↑  1926年12月25日は大正15年でもある。
8. ↑  天皇の退位等に関する皇室典範特例法により定められた称号である。
9. ↑  「一世一元の制」による「元号法」並びに「元号を改める政令 (昭和六十四年政令第一号)」の規定により、「平成」に改元したのは、翌8日。

## 記録

### 在位期間の長い天皇
- 日本書紀が記す在位年数に疑問が呈される「初代神武天皇から第25代武烈天皇まで」をも含めた長期在位記録は次の通り。

1. 孝安天皇（第6代）： 18264日（102年）→9132日（51.0年）
2. 垂仁天皇（第11代）： 17726日（100年）→8863日（50.0年）
3. 仁徳天皇（第16代）： 15719日（87年）→7860日（43.5年）
4. 孝昭天皇（第5代）： 14818日（83年）→7409日（41.5年）
5. 神武天皇（初代）： 13584日（76年）→6792日（38.0年）
6. 孝霊天皇（第7代）： 13541日（76年）→6771日（38.0年）
7. 崇神天皇（第10代）： 12379日（68年）→6190日（34.0年）
8. 昭和天皇（第124代）： 22660日（62年）
9. 成務天皇（第13代）： 10750日（61年）→5375日（30.0年）
10. 開化天皇（第9代）： 10740日（61年）→5370日（30.5年）
11. 景行天皇（第12代）： 10710日（60年）→5355日（30.0年）
12. 孝元天皇（第8代）： 10093日（57年）→5047日（28.5年）

- 文献に書かれた年数の正確性にほぼ疑問が無いとされる欽明天皇（第29代）以降に限る場合は次の通り。

1. 昭和天皇（第124代）： 22660日（62年）
2. 明治天皇（第122代）： 16604日（45年5か月）
3. 光格天皇（第119代）： 13641日（37年4か月）
4. 後土御門天皇（第103代）： 13211日（36年2か月）
5. 後花園天皇（第102代）： 13133日（35年11か月）
6. 推古天皇（第33代）： 12875日（35年3か月）
7. 醍醐天皇（第60代）： 12127日（33年2か月）
8. 欽明天皇（第29代）： 11454日（31年4か月 ）
9. 後奈良天皇（第105代）： 11434日（31年3か月）
10. 後小松天皇（北朝6→第100代）： 11093日[注釈 4]（30年4か月）
11. 明仁（第125代）： 11071日（30年3か月）
12. 正親町天皇（第106代）： 10613日（29年1か月）
13. 後村上天皇（第97代）： 10421日（28年6か月）
14. 仁孝天皇（第120代）： 10341日（28年3か月）
15. 後柏原天皇（第104代）： 9315日（25年6か月）

### 長寿の天皇（天皇の宝算の長さ）
- 明仁を除き、崩御時の満年齢。括弧内は数え年。※は退位後に崩御。

1. 景行天皇（第12代）： 143歳
2. 仁徳天皇（第16代）： 143歳
3. 垂仁天皇（第11代）： 139歳
4. 孝安天皇（第6代）： 137歳
5. 孝霊天皇（第7代）： 128歳
6. 神武天皇（初代）： 127歳
7. 崇神天皇（第10代）： 119歳
8. 孝元天皇（第8代）： 116歳
9. 孝昭天皇（第5代）： 114歳
10. 応神天皇（第15代）： 111歳
11. 成務天皇（第13代）： 107歳
12. 明仁（第125代）： 91歳7か月 （93歳）
13. 昭和天皇（第124代）： 87歳8か月（89歳）
14. 後水尾天皇（第108代）： 84歳2か月（85歳）※
15. 綏靖天皇（第2代）： 84歳
16. 継体天皇（第26代）： 82歳
17. 陽成天皇（第57代）： 80歳9か月（82歳）※

- 文献に書かれた年数の正確性にほぼ疑問が無いとされる欽明天皇（第29代）以降に限る場合は次の通り。

1. 明仁（第125代）： 91歳7か月 （93歳）
2. 昭和天皇（第124代）： 87歳8か月（89歳）
3. 後水尾天皇（第108代）： 84歳2か月（85歳）※
4. 陽成天皇（第57代）： 80歳9か月（82歳）※
5. 霊元天皇（第112代）： 78歳2か月（79歳）※
6. 白河天皇（第72代）： 76歳（77歳）※
7. 推古天皇（第33代）： 75歳

### 高齢で即位（践祚）した天皇
- ただし、文献の正確性が高い欽明天皇（第29代）以降に限る。即位（践祚）時の満年齢。括弧内は数え年。

1. 光仁天皇（第49代）： 61歳（62歳）
2. 徳仁（第126代）： 59歳（60歳）
3. 明仁（第125代）： 55歳（57歳）
4. 光孝天皇（第58代）： 54歳（55歳）
5. 孝徳天皇（第36代）： 49歳（50歳）
6. 皇極天皇（第35代）： 48歳（49歳）

- なお、皇極天皇は斉明天皇（第37代）として61歳（62歳）で重祚している。

### 在位期間の短い天皇
1. 仲恭天皇（第85代）： 78日（2か月）
2. 弘文天皇（第39代）： 226日（7か月）
3. 用明天皇（第31代）： 596日（1年7か月）
4. 光厳天皇（北朝1代）： 625日（1年8か月）
5. 花山天皇（第65代）： 677日（1年10か月）

### 年少で即位（践祚）した天皇
- 即位（践祚）時の満年齢。括弧内は数え年。

1. 六条天皇（第79代）： 0歳7か月（2歳）
2. 安德天皇（第81代）： 1歳4か月（3歳）
3. 四条天皇（第87代）： 1歳7か月（2歳）
4. 土御門天皇（第83代）： 2歳1か月（4歳）
5. 仲恭天皇（第85代）： 2歳6か月（4歳）

### 早世した天皇
- 崩御時の満年齢。括弧内は数え年。※は退位後に崩御。

1. 安徳天皇（第81代）： 6歳4か月（8歳）
2. 四条天皇（第87代）： 10歳10か月（12歳）
3. 六条天皇（第79代）： 11歳7か月（13歳）※
4. 仲恭天皇（第85代）： 15歳7か月（17歳）※
5. 近衛天皇（第76代）： 16歳2か月（17歳）

## 歴代外天皇（公式）

### 北朝天皇
明治時代まで歴代天皇に数えられていたものの、明治時代に南北朝正閏問題が政治問題になり、歴代天皇から除外された。ただし、明治天皇の配慮により、宮中祭祀などでは天皇として扱われている。なお、その後、南朝正統には歴史的事実からの乖離や論理的な誤りが指摘されることになった。例えば、『大日本史』などが主張する「北朝の天皇は本物の三種の神器を継承していない」という主張は、謬説であることが明らかとなっており、少なくとも北朝の天皇のうち光厳天皇は確実に「本物の三種の神器」を継承していたことが明らかとなっている（詳細は北朝 (日本)#北朝の三種の神器）。現在では両朝並立が原則とされるが、こうした指摘がありながらも、依然として南朝正統に基づく歴代天皇代数は修正されていない。
- 光厳天皇 ｰ 後鳥羽天皇の先例をもとに後伏見上皇の詔宣で践祚。降伏した後醍醐天皇より伝来の三種の神器を継承し、即位礼及び大嘗祭を挙行。後醍醐天皇に廃位されるも、足利尊氏と共に建武政権を打倒し、光明天皇を即位させる。明治時代まで一般的に用いられてきた『本朝皇胤紹運録』では第96代天皇[17]。
- 光明天皇 ｰ 光厳上皇の詔宣で践祚。後醍醐天皇より三種の神器を継承し、即位礼及び大嘗祭を挙行。貞和4年に崇光天皇へ譲位。『本朝皇胤紹運録』では第97代天皇[17]。
- 崇光天皇 ｰ 光明天皇の譲位によって践祚。即位礼を挙行するも観応の擾乱勃発によって大嘗祭を挙行出来なかった。正平一統によって廃位。『本朝皇胤紹運録』では第98代天皇[17]。
- 後光厳天皇 ｰ 正平一統後の北朝消滅による混乱を鎮めるため、継体天皇の「群臣義立」の先例をもとに践祚。のちに即位礼及び大嘗祭を挙行する。『本朝皇胤紹運録』では第99代天皇[17]。
- 後円融天皇 ｰ 後光厳天皇の譲位によって践祚し、即位礼及び大嘗祭を挙行する。『本朝皇胤紹運録』では第100代天皇[17]。

### 追尊天皇
薨去の後に天皇の尊号を諡された者である。崇道天皇を除き、薨後にその子が天皇に即位したことによる。
- 岡宮天皇 - 草壁皇子。40代天武天皇の皇太子で、42代文武天皇・44代元正天皇の父。即位前に病没し、「岡宮御宇天皇（おかみやにあめのしたしろしめすすめらみこと）」を追尊。「長岡天皇」とも。
- 尽敬天皇 - 舎人親王。47代淳仁天皇の父。子の即位により「崇道尽敬皇帝」を追尊。「崇道尽敬皇帝（旧字体表記、崇道盡敬皇帝）」とも。
- 春日宮天皇 - 志貴皇子。49代光仁天皇の父。子の即位により「春日宮御宇天皇（かすがのみやにあめのしたしろしめすすめらみこと）」を追尊。「田原天皇」とも。
- 崇道天皇 - 早良親王。50代桓武天皇の弟で廃太子（785年（延暦4年）薨去）。800年（延暦19年）、「崇道天皇」を追尊。
- 陽光天皇 - 誠仁親王。107代後陽成天皇の父。106代正親町天皇の東宮だったが即位前に薨去。太上天皇、院号「陽光院」を追尊。「陽光院太上天皇」とも。
- 慶光天皇 - 閑院宮典仁親王。119代光格天皇の父。1884年（明治17年）、贈太上天皇、諡号「慶光天皇」を追尊。 → 尊号一件

### 追号天皇
- 後高倉院 - 守貞親王。86代後堀河天皇の父。承久の乱の結果、緊急に皇嗣が回ってきたが親王は既に出家していたため即位できず、子の後堀河天皇が即位する。同時に当人は天皇の父として治天の君となり、皇位を経ずして太上法皇（出家していたため「法皇」）となり院政を執る。崩御後に院号（後高倉院）を贈られた。皇統譜では「後高倉天皇」。
- 後亀山院 - 第99代後亀山天皇。明徳の和約の2年後、太上天皇の尊号を贈られる。北朝方の強い反発により、朝廷では異例の16日間にわたる議論が続き、最終的には足利義満の意向により実現したが、「不登極帝」（正式には天皇に即位していない者）への尊号授与であることが強調された。明治44年（1911年）に南朝が正統とされ、歴代天皇として公認されるようになった。
- 後崇光院 - 伏見宮貞成親王。102代後花園天皇の父。上記の後高倉院と後亀山院の事例を先例として、生前に太上天皇尊号宣下、院号「後崇光院」。皇統譜では「後崇光天皇」。

## 歴代外天皇（非公式）

### 伝号天皇
日本武尊と市辺押磐皇子の二人については、本人の薨去の後その息子が即位して天皇になっているため、上記の「追尊天皇」の先行形態とみる説もある。また飯豊青皇女と間人皇女は実際に天皇だったのではないかと考える説もある。
- 日本武尊 - 14代仲哀天皇の父。『常陸国風土記』において「倭武天皇」、「倭建天皇」と記す例がある。
- 神功皇后 - 14代仲哀天皇の后で15代応神天皇の母。『常陸国風土記』に「息長帯比賣天皇」とある。江戸時代までは歴代天皇の一人（15代）に数えた史書があった。江戸時代の偽書『大成経』に「神功天皇」とある。
- 菟道稚郎子 - 15代応神天皇皇太子。『播磨国風土記』に「宇治天皇」とある。
- 市辺押磐皇子 - 17代履中天皇皇子。23代顕宗天皇の父。『播磨国風土記』に「市辺天皇」とある。
- 飯豊青皇女 - 履中天皇の皇女。孫（つまり仁賢天皇・顕宗天皇の姉）とする異伝あり。『扶桑略記』などには「飯豊天皇」とある。『日本書紀』によると22代清寧天皇の崩御後、23代顕宗天皇・24代仁賢天皇が皇位を譲り合っている間、天皇としての政務を行っていた（ただし『古事記』では清寧天皇崩御の時点では後継者がおらず仁賢・顕宗の兄弟が発見されるまでの間、飯豊青皇女が政務を行っていた）。『先代旧事本紀大成経』では「清貞天皇」の諡号が贈られている。
- 間人皇女 - 34代舒明天皇の皇女、36代孝徳天皇の皇后。37代斉明天皇の崩御後、38代天智天皇即位までの間即位していたとする説がある。『万葉集』の「中皇命（なかつすめらみこと）」は間人皇女だという。

### 対立君主
南朝の天皇と北朝の天皇も相互に対立君主であるがここでは（南北朝を除いて）敗れた方の天皇をあげている（勝った方は公式の天皇一覧に入っている）。
- 塩焼王 - 天武天皇の孫で、新田部親王の子。天平宝字8年（764年）、恵美押勝の乱で、恵美押勝から「今帝」として擁立される。しかし、朝廷軍の前に恵美押勝軍は敗北、逃走中に捕縛され斬殺される。
- 恒良親王 - 96代後醍醐天皇の皇子。皇太子であった親王が北陸へ派遣される際に皇位と三種の神器を譲られた。「綸旨」を発給するなど天皇として活動するが、後醍醐が吉野へ逃れいわゆる南朝を設立したことにより即位は無意味となる。詳細は「北陸朝廷」を参照。
- 北白川宮能久親王 - 日光輪王寺門跡時代の1868年（明治元年）、奥羽越列藩同盟により「東武皇帝」に推戴されたとの説がある。アメリカ公使が本国に報告しているほか、当時の新聞に同様の記事がある[18]。

## 関連人物の一覧

### 天皇に準ずる立場にあった者
- 蘇我馬子・蘇我蝦夷・蘇我入鹿 - 大臣。蘇我氏は皇別氏族であり、大王家と二重三重の縁戚ではあったが、あくまで人臣であった。それにも関わらず、蘇我氏の邸宅は「宮門（みかど）」と呼ばれ、子は皇子に準じた扱いを受けた。
- 聖徳太子 - 『日本書紀』では「豊聡耳法大王」、「法主王」と記す例がある。『隋書』に記述された俀王多利思比孤は聖徳太子を指すとする説や、即位して実際に天皇だったという説もある。
- 弓削道鏡 - 48代称徳天皇の寵愛を受け、「法王」に就任し天皇に準ぜられた。後世の史書においては弓削法皇という表記もある。
- 敦明親王（小一条院） - 67代三条天皇皇子。1016年（長和5年）、東宮。当時の権力闘争のキーパーソンとなり、翌1017年（寛仁元年）に自ら東宮を退き、交換条件の形で院号宣下を受け太上天皇に准ずる。
- 西陣南帝 - 南朝の皇胤。名や系譜は不明。応仁の乱の際、山名宗全（西軍）により擁立されたが天皇を称した訳ではない。
- 女院 - 東三条院に始まる女院の制度は、基本的に院すなわち太上天皇に準ずる制度である。前項の小一条院の例も女院の制に倣ったものである。
- 葛城氏・藤原氏・平家・北条氏・足利氏・豊臣氏・徳川氏など - それぞれ一時期天皇に匹敵するかもしくはそれを凌ぐ権勢を振るった。徳川将軍は鎖国時代に欧州において「日本の皇帝」として知られていた。足利将軍については下記。

### 日本国王（対外的に天皇に準ずる者）
- 懐良親王 - 後醍醐天皇の皇子。南朝方の征西将軍として九州に勢力を張り、明から倭寇の取り締まりを求められ「日本国王」の冊封を受ける。
- 足利義満 - 室町幕府3代将軍。准三宮（三宮（皇后・皇太后・太皇太后）に準じた待遇）を受ける。以降の将軍も含め、明より「日本国王」の冊封を受ける。没後、太上天皇の宣下を受けるが幕府はこれを辞退する。院号「鹿苑院」。
- 徳川将軍 - 対外的な称号を「日本国大君」から一時的に「日本国王」に変更したことがある。

### 新皇
- 平将門 - 桓武天皇5世孫。940年（天慶3年）、関東に独立勢力を築き上げ、八幡神の託宣により「新皇」に即位するも同年敗死。「新皇」の意味について『将門記』の記述からはそれまでの歴代天皇を継承するつもりでの自称天皇だったのか別の新王朝を起こしてその始祖になったつもりだったのか、両方に解釈可能であり判然としない。

### 後南朝
（※後世の後南朝伝説では5代にわたる歴代の後南朝天皇（自称天皇）がいたとするものもあるが、史実として天皇を自称したのは自天王だけである)
- 自天王（自天勝公） - 諱は尊秀。系譜、実名ともに不明である（自天王と尊秀王は別人であるともされている）。自ら天皇を称して奥吉野で即位。長禄元年12月、赤松氏の遺臣により暗殺される（長禄の変）。後世の後南朝伝説では後亀山天皇の曾孫（あるいは惟成親王の曾孫）、中興天皇の息子という設定にされていることが多い。

### 自称天皇（近現代）
歴史上、天皇を自称した人物。参考文献は『天皇家歴史大事典』(別冊歴史読本、新人物往来社、2000年)211頁以下、保阪正康『天皇が十九人いた』（角川文庫、2001年）14頁以下、中見利男『偽天皇事件に秘められた日本史の謎 (別冊宝島 2192)』（宝島社、2014年）108頁以下による。
- 葦原金次郎 - 日露戦争期に葦原将軍、昭和10年代に「葦原天皇」を自称した。奇抜な言動や行動で大衆や新聞記者に人気があった松沢病院の精神病患者。
- 熊沢寛道 - 96代後亀山天皇第19世の子孫、南朝第118代の「熊沢天皇」と称し、諱を尊熟と自称する。後に法皇を自称。なお、熊沢天皇と称した人物はほかに5人いる。
- 植本一雄 - 作曲家。南朝の皇統の継承者と霊示されたといい、1952年（昭和27年）、明仁親王より80日早く立太子礼を行い、「植本天皇」と称した。世界あじろ木同盟を主宰。
- 璽光尊 - 戦後新たに天皇を名乗った人。元号を霊寿と改め、天皇や皇族、そしてダグラス・マッカーサーに自らの皇居参内を命じ、やがて金沢に遷都し、私造紙幣をも発行した新興宗教の教祖。
- 長浜豊彦 - 鹿児島県硫黄島で81代安徳天皇の末裔を主張。「長浜天皇」と称した。長浜天皇と称した人物はほかにも1名いる。
- 三浦芳聖 - 愛知県豊川市で、98代長慶天皇の末裔で後醍醐天皇の皇子・尊良親王の生まれ変わりだと主張し、「三浦天皇」を称した。「神風串呂」なる神道霊学を立ち上げ、「天皇は狸に祟られている」と吹聴した。

### 倭王
中国の史書に登場する人物及び称号。倭の五王は歴代天皇に比定されている。
- 帥升
- 卑弥呼（邪馬台国）
- 台与（邪馬台国）
- 倭の五王
  - 讃
  - 珍
  - 済
  - 興
  - 武
- 多利思比孤

### その他
- 伊都都比古 - 日本書紀に登場する穴門（長門）の人物。崇神天皇の代の頃に対外的に倭の国王を自称したが相手にされなかったという。

## 創作に登場する架空の天皇

### 源氏物語にあらわれる天皇
- 桐壺帝
- 朱雀帝
- 冷泉帝
- 今上帝

### 後南朝伝説
（※後世の後南朝伝説では金蔵主を後南朝初代「中興天皇」、「自天王」を後南朝2代、尊雅王を後南朝3代「南天皇」、「西陣南帝」を後南朝4代とするがこれらのことは同時代史料では確認できず、初出は江戸時代以降。「自天王」以外の人物は実際には天皇を自称した訳ではない）
- 小倉天皇（小倉宮良泰親王）- 後南朝初代とされることがある。小倉宮恒敦と小倉宮聖承の混同から生まれた架空の人物。
- 中興天皇（金蔵主、尊義王、空因） - 後南朝の初代または2代天皇とされる。99代後亀山天皇の皇子・小倉宮良泰親王の子、あるいは後亀山天皇の弟護聖院宮惟成親王の孫とも。諱は尊義。嘉吉3年（1443年）9月に即位したという。禁闕の変で三種の神器のうち二つを奪うが、死去。吉野北山に崩御したとも。
- 南天皇（尊雅王） - 後南朝の3代または4代天皇。後亀山天皇の孫、小倉宮良泰親王の皇子。諱は尊雅。長禄2年（1457年）8月、赤松家の遺臣により斬られ、その傷が元で熊野の光福寺（高福寺）で崩ず、「高福天皇」とも。
- 西陣南帝 - 系譜不詳、小倉宮を称す。以後、後南朝は史書より姿を消す。